# Gare de Chongqing-Nord
 (janvier 2022).
Si vous disposez d'ouvrages ou d'articles de référence ou si vous connaissez des sites web de qualité traitant du thème abordé ici, merci de compléter l'article en donnant les références utiles à sa vérifiabilité et en les liant à la section « Notes et références ».
La gare de Chongqing-Nord  (chinois : 重庆北站 ; pinyin : chóngqìng běizhàn) est une gare ferroviaire chinoise situé à Chongqing. Elle a été ouverte en 2006.